# Apocalipse (álbum de Damares)
Apocalipse é o sexto álbum de estúdio da cantora Damares, lançado no ano de 2008, o disco foi produzido pelo maestro e produtor Melk Carvalhedo e mixado por Edinho Cruz; em seu back-vocal contém os cantores Wilian Nascimento, Jairo Bonfim e Cleyde Jane. O Coral Sementes fez participação especial no álbum. As fotos do encarte foram feitas por Edson Sinegaglia.
O CD foi certificado disco de ouro, dois meses depois do lançamento pelas vendagens de cinquenta mil cópias; o certificado foi entregue na Expocristã 2008.
O álbum foi um sucesso de mídia e da crítica especializada, sendo um "divisor de águas para o ministério da cantora"  fazendo-a ser reconhecida no Brasil e no exterior; o seu primeiro single Sabor de Mel se tornou o maior sucesso nas rádios do segmento, até hoje considerado uma das maiores músicas cristã do ano de 2008 e 2009.[carece de fontes?]
O disco foi indicado ao Troféu Talento de 2009 nas categorias de: "Álbum do Ano", "Música do Ano" com Sabor de Mel e "Álbum Pentecostal", porém, perdendo para o álbum de vídeo "Testemunho e Louvor" do cantor Lázaro, para a música "Faz um Milagre em Mim" do cantor Regis Danese e do disco "Todo Tempo Louve" do cantor Robinson Monteiro. Sabor de Mel foi indicada ao Troféu de Ouro, premiação de São Paulo ao mercado fonográfico cristão, com a categoria de "Música de Todos os Tempos".

## Faixas
| N.º | Título                    | Compositor(es)                  | Duração |  |
| 1.  | "Apocalipse"              | Agailton Silva                  | 6:42    |  |
| 2.  | "Milagre"                 | Os Galileus e Damares           | 5:55    |  |
| 3.  | "Sabor de Mel"            | Caio Silva e Agailton Silva     | 5:24    |  |
| 4.  | "A Batalha do Arcanjo"    | Agailton Silva                  | 5:04    |  |
| 5.  | "Não Toque No Ungido"     | Rick e Renan                    | 4:04    |  |
| 6.  | "Escondido Nele"          | Roberto Carlos Leite            | 4:46    |  |
| 7.  | "Quando Ele Quer"         | Cláudio e Waldson (Os Galileus) | 5:41    |  |
| 8.  | "Glorifica"               | Agailton Silva                  | 5:04    |  |
| 9.  | "Casa de Deus"            | Roberto Reis                    | 6:30    |  |
| 10. | "Preciso do Teu Espirito" | Roberto Carlos Leite            | 5:38    |  |
| 11. | "Aqui Tem Unção"          | Agailton Silva                  | 3:39    |  |
| 12. | "Deixa Senhor"            | Agailton Silva                  | 6:13    |  |
| 13. | "Pra Te Adorar"           | Cláudio e Waldson (Os Galileus) | 5:27    |  |

## Ficha Técnica
- Produção geral: Louvor Eterno
- Produção executiva: Gessé Lima e Mara Lima
- Produção musical e arranjos: Melk Carvalhêdo
- Violões: Melk Carvalhêdo
- Guitarra: Henrique Garcia
- Teclados: Jody Bocci
- Baixo: Lau Gomes
- Bateria: Sidão Pires
- Percussão: Zé Leal
- Acordeon: Agostinho Hipólito
- Sax alto e soprano: Davi Cabral
- Trompa: Deuzenil
- Trombone: Joabe Farias
- Trompete: Marcus Will
- Violinos: Dalton Nunes, Aramis Rocha, Ebenézer, Pedro Juliano e Vlamir Devanei
- Violas: Edmur e Matuzza
- Cellos: Cristina Geraldine e Victor Vizonete
- Back-vocal: Josy Bonfim, Joelma Bonfim, Janeh Magalhães, Cleyde Jane, Wilian Nascimento, Jairo Bonfim e Fael Magalhães
- Participação especial: Coral Sementes (Sorocaba-SP) Denize Montiel, Raquel Farias, Daphne Farias, Gabrielle Farias, Éddy Silva, Matheus Henrique e Jhonny Diaz
- Gravado nos estúdios Louvor Eterno (Curitiba-PR) e Gravodisc (São Paulo-SP)
- Técnicos de gravação: Jody Bocci, Josley Rutkoski, Fabiano Vieira e Edinho Cruz
- Mixagem: Yahoo por Edinho Cruz e Melk Carvalhêdo
- Masterização: Turbo Mastering por Osvaldo Martins
- Fotos: Edson Sinegaglia
- Projeto gráfico: Dayane Lima

## Indicações

### Troféu Talento
| Ano               | Categoria      | Indicado | Resultado |
| ----------------- | -------------- | -------- | --------- |
| 2009              |                |          |           |
| Álbum do Ano      | Apocalipse     | Indicado |           |
| Música do Ano     | "Sabor de Mel" | Indicado |           |
| Álbum Pentecostal | Apocalipse     | Indicado |           |

### Troféu de Ouro
| Ano  | Categoria                 | Indicado     | Resultado |
| ---- | ------------------------- | ------------ | --------- |
| 2009 | Música de Todos os Tempos | Sabor de Mel | Indicado  |